# ببوس و بگو (فیلم)
ببوس و بگو (به انگلیسی: Kiss & Tell) فیلمی است که در سال ۱۹۹۶ منتشر شد. از بازیگران آن می‌توان به ژوستین بیتمن و هیتر گراهام اشاره کرد.